# Árpád-házi Boldog Erzsébet özvegy
Árpád-házi Boldog Erzsébet (1255 körül – 1313 után) boldogként tisztelt Árpád-házi özvegy, V. István magyar király és Kun Erzsébet királyné leánya, II. István Uroš szerb királlyal kötött házassága alapján Szerbia királynéja, a Nyulak szigetén lévő zárda priorisszája.

## Származása, gyermekkora
Erzsébet 1255 körül született, V. István magyar király és Kun Erzsébet királyné gyermekeként. A 16. században keletkezett magyar nyelvű Margit-legendából kiderül, hogy négy éves kora óta a Nyulak szigetén lévő kolostorban élt, és 1263-ban öltötte magára az apácafátyolt. A szülei előtt vélhetően az ifjabb király testvérének, Margitnak a példája lebegett. Wertner Mór V. István és Kun Erzsébet házasságát 1255 körülre teszi, a legidősebbnek tekintett lányuk, Katalin születését 1257-re, a következőnek tartott Máriáét 1257-58-ra. Erzsébet születését 1262 elé datálja, ám ha a fenti adatok nem tévesek, akkor Erzsébet valójában az első vagy a második legidősebb gyermeke lehetett V. Istvánnak és Kun Erzsébetnek.
Testvérei:
- Katalin, férje Dragutin István szerb király, II. Ulászló István szerémi bán anyja
- Mária, II. (Anjou) Károly felesége, Károly Róbert nagyanyja
- leány
- Anna, II. Andronikosz felesége
- IV. László
- András (1268-1278)

## Apácaként
Amikor 1263-ban beöltözött apácának, nyolc éves kora körül járhatott, ezzel pedig még a legendás szentté vált nagynénjénél is korábban lett a zárda közösségének a tagja. Az apja és a nagyapja között folyó háborúk nem befolyásolták az életét (anyja és testvérei 1264-ben nagyapja, IV. Béla fogságába estek).
A 16. századból fennmaradt magyar nyelvű Margit legenda a következőket írja Erzsébetről:

„ Az ötödik szorornak vala neve Erzsébet, és ez vala István királynak leánya, mely István király vala egy ember gyermeke Szent Margit asszonnyal. E szoror Erzsébet vala az időben huszonegy esztendős, mikoron bizonyságot tőn Szent Margit asszonynak szentségéről. Mikoron pedig bejött vala a szent szerzetbe, az időben vala négyesztendős. E szoror Erzsébet, mikoron vala kisded leány, elmegyen vala Szent Margit asszonyhoz, az ő nénjéhez s az ő kezét betolja vala Szent Margit asszonynak hátába, hogy meglássa, ha cilicium vagyon rajta. És megleli vala rajta a ciliciumot. Szent Margit asszony pedig elűzi őtőle mondván: "Állj hátra, hagyj békét énnékem." E szoror Erzsébet, István királynak leánya, gyakorta hetet tart vala a konyhán Szent Margit asszonnyal. Főz vala, fazekat mos vala és minden egyéb otromba dolgot teszen vala az ő nénjével.
Ó, ki nagy szemérem a kevély szerzeteseknek, kik nem tanulnak alázatos dolgot örömest tenni e két nemes királyi magzatoktól!”

A Margit csodatételeiről szóló vizsgálatok során Erzsébetet is kikérdezték. Erzsébet így azok közé a kevés számú Árpád-háziak közé tartozik, akiknek a saját szavai az utókorra maradtak. A válaszaiból kiderül, hogy egyszer lázának, egyszer pedig torokgyulladásának elmúlását tulajdonította Margitnak.
Az 1276. évi vizsgálatok során a Nyulak szigeti zárda élén még Katalin állt, ám 1278-ban IV. (Kun) László egy oklevélben már priorisszaként hivatkozik a nővérére. Az oklevelekből kiderül, hogy a bátyjától számos királyi adományt nyert a zárda számára. Hogy pontosan meddig töltötte be ezt a tisztséget, nem tudjuk. A magyar politikai életben jelentős szerepet játszhatott, többek között őt okolta sanyarú helyzetéért Izabella királyné, IV. László felesége.

## Első házassága
Első házasságának időpontja bizonytalan. Georgios Pachymeres tudósítása szerint Milutin István "parázna módon magáévá tette" a testvére feleségének a testvérét, noha az még apácafátyolt viselt. Mivel a görög forrásban Katalin szerb királynéról van szó, ezért a testvérei közül egyedül Erzsébet jöhetett szóba.
Bár Milutin István feleségeként vette maga mellé Erzsébetet, de a házassággal több probléma akadt. Először is az, hogy Milutin István már házasember volt, csak eltaszította magától előző feleségét. Másodszor Erzsébet fogadalma és katolikus mivolta sem tetszett a helyi egyháznak. Harmadrészt mind a katolikus, mind pedig az ortodox egyház tiltotta azt, hogy valaki elvegye a sógorának vagy a sógornőjének a testvérét. Milutin István bátyjának, Dragutin Istvánnak Erzsébet testvére, Katalin volt a felesége.
A házasság politikai célja vélhetően a magyarok támogatásának a megnyerése lehetett, ám ekkoriban IV. (Kun) László alighanem képtelen volt érdemben támogatni újdonsült sógorát. Miután erre nem került sor, kedvezőbb házasság után nézett, és elbocsátotta Erzsébetet.
A házasság időpontja kérdéses. Mivel akkor került rá sor, amikor Erzsébet még apácafátyolt viselt, és a szerbiai uralkodónak semmilyen politikai haszna nem származott volna az akkori királlyal, III. Andrással csak nagyon távoli rokonságban lévő Erzsébettel kötendő frigyből, ezért ennek valószínűleg a Závis von Falkensteinnel 1288-ban kötött házassága előtt kellett megtörténnie. Pachymeres tudósításában megemlíti, hogy erre az eseményre azelőtt került sor, hogy Milutin István megházasodott volna a bolgár cár lányával, Annával. Az esküvőjükre 1284-ben került sor, tehát Erzsébet szerbiai tartózkodása az ez előtti időpontra utal, ráadásul a szövegből úgy tűnik, hogy az eset idején az 1281-ben elhunyt Anna, Erzsébet és Katalin testvére, még életben volt.
A házasság időrendje ellen szól azonban az, hogy Lodomér esztergomi érsek alább idézett levelében egyetlen szóval sem emlékezik meg a szerbiai eseményekről. Mivel a pápának írott levélben az érsek nyíltan támadta Erzsébetet, felhánytorgatva a király nővérének az erkölcseit, valószínűleg nem hallgatta volna el a szerbiai házassággal kapcsolatos eseményeket sem.
A István Milutyinnal való jóval későbbi kapcsolatra egy görög forrás is utalhat. Metohita Teodor bizánci tudós 1298-ban kelt jelentése szerint a szerb király ez évben Szimonidával, II. Andronikosz bizánci császár kiskorú leányával készült házasságra lépni. A követ jelentése a tervezett házasságot előkészítő tárgyalásokról és a szerb királyi udvar akkori viszonyairól is részletesen beszámolt. A császár özvegy nővére Eudoxia az eredetileg neki szánt férjet azért utasította vissza, mert Milutyin (noha első neje még élt) mással folytatott viszonyt.

## Az „antimoniális” fejedelemasszony
1908 novemberében Langlois Charles Victor párizsi egyetemi tanár az Archives Nationales fel nem dolgozott iratai között, két 1288. évi levelet (levélmásolatot) talált. A nagy jelentőségű leveleket elsőként 1910-ben, Karácsonyi János közölte.
Az egyik levélből az „apácza, de nem apácza hajlamú” hölgyről, többek között ez tudható meg - részlet Lodomér esztergomi érsek 1288. május 8-án, IV. Miklós pápához írt leveléből:

„ … A király és a királyné közötti eme viszálykodásnak kígyótermészetű magvetője Erzsébet, a király húga volt, ki az apácáknak a budai szigeten lévő kolostorában kolostorbalépésének 30., szerzetesi fogadalmának, elfátyolozásának és felszentelésének 26. évében járt. Több esztendőtől fogva a tatárfélékkel való nászra vágyakozott, mivel pedig erre semmiképpen sem juthatott, pünkösd ünnepe előtt legközelebb múlt kedden egy bizonyos cseh emberrel – kinek neve Zoys, ki ennek előtte magának Erzsébetnek másodfokú vérrokonát, tudniillik saját volt úrasszonyát, Ottokárnak, Csehország királyának özvegyét, a mondott cseh király eleste után házastársi szövetségre vette – lépett házasságra. Erzsébet, aki nem annyira sancti-, mint antimoniális, testvérének, a királynak mindarra, ami Istennek nem tetsző, készséges és nagyon is hajlékony lelkületét gyakori sürgetéseivel felindította, vele az említett kolostor ajtait feltörette. … Így ragadta őt ki a kolostorból, s e kéjvágyó léleknek még nagy tetszése is telt abban, hogy azt mutassa, mintha erőszakkal ragadnák őt el, azután pedig nagyon is kárhozatos ünnepélyességgel, nem azt mondom, hogy feleségül, hanem rútabb módon, ágyasként házasságra lépett. … ”

– Makkai-Mezey

## Második házassága
Erzsébet 1288. május 4-én kötött házasságot Zaviš Rosenberg (Falkenstein) morva nemessel, aki Rurik Kunigunda cseh királyné második férje és özvegye, valamint II. Vencel cseh király gyámja volt. A házasságkötés után még négy hónapig Magyarországon tartózkodtak. 1288. június 15-én IV. László, Zaviš és Erzsébet Esztergomban járt, ahol az érseket próbálták jobb belátásra bírni. 
Ezt követően Závis visszatért Csehországba. Az ottani politikai befolyása miatt azonban számos ellenséget gyűjtött magának. Závis korábbi felesége II. Ottokár cseh király özvegye, Kunigunda királyné volt, aki Macsói Anna és férje, Rosztyiszlav gyermekeként félig Árpád-házinak számított. Amikor Závis megözvegyült, megtartotta az egykori királynéi birtokokat, és nem adta vissza azokat a koronának.
1288-ban Erzsébet életet adott gyermeküknek, és ebből az alkalomból Závis meg kívánta hívni IV. (Kun) Lászlót, II. Vencel cseh királyt és Habsburg Rudolf német királyt is a tervezett keresztelőre. Vencel azonban ragaszkodott hozzá, hogy Závis személyesen hívja meg őt, ám amikor a cseh nagyúr elment a királyi udvarba, bebörtönözték. Závis testvérei felkelést robbantottak ki, amelyet azonban levertek. Mikor a király csapatai ostrom alá vették Fürstenberg várát, Závist felszólították, hogy beszélje rá a védőket arra, hogy megadják magukat, vagy kivégzik. Závis erre nem volt hajlandó, sőt kitartásra bátorította a várban lévőket, ezért a helyszínen lefejezték.
Erzsébet 1290. augusztus 24-én lett özveggyé.

## Nápolyi tartózkodása, halála
Závis kivégzése után nem Magyarországra tért vissza, mivel akkor már öccse halott volt, és III. András király uralkodott. Akárcsak Katalin, ő maga is Nápolyba utazott a testvérérükhöz, Máriához, sőt egykori ellensége, IV. (Kun) László özvegye is Nápolyba került. Erről először 1300 nyaráról van biztos adatunk. 1303-ban II. Károly nápolyi király tartásáról, 1308-ban adósságai fizetéséről rendelkezett. Erzsébet 1313-ban még Nápolyban tartózkodott, Halálának pontos évét nem ismerjük, 1323-ban testvérének, Máriának a halálakor viszont már elhunytként említik. A 16. században írt magyar nyelvű Margit-legenda szerint Budán a Margit-szigeti kolostorban temették „ … Eursebet azzon temetteteek az Capaitulom hazban a fezeulet eleut …”
Az a tény, hogy halála előtt Nápolyban tartózkodott, valószínűbbé teszi azt, hogy ott is temették el.

## Családja, gyermekei
Milutin István és Erzsébet házasságából vélhetően két gyermek született, ám egyikük egyikük édesanyját sem erősítik meg a források, így nem kizárt, hogy nem Erzsébet volt az anyjuk.
1. István Konstantin, aki később rövid időre Szerbia királya lett, de apjának első házasságából származó testvére, III. István Uroš csatában legyőzte és István Konstantin a csatában életét vesztette.
2. Zorica (vagy Carica), szerb hercegnő.

Závis von Falkensteintől egy gyermeke született:
1. János (1288 – ? )[15]

## Boldoggá avatása és emlékezete
Boldoggá avatásának idejét és helyét nem ismerjük. Tisztelete az évszázadok során lényegileg kihalt.
A 13. századból fennmaradt latin nyelvű, valamint a 16. századi magyar nyelvű Margit-legenda között a legfontosabb különbségek egyike éppen Erzsébet személyéhez fűződik. Utóbbi határozottan pozitív vonásokkal ruházza fel az egykori apátnőt, például amikor IV. László beteg lett, a legenda szerint ő kezdeményezte, hogy Margit vellumával takarják be a királyt, így mentve meg az életét.

## Legendája
A történelmi tényeknek jelentősen ellentmond a Hevenesi Gábor által a „Régi Magyar Szentség, Avagy: Magyar-Ország Bóldog emlékezetű ötven Szenteinek, és Bóldoginak le-képzett élete, kik Szt. István Király idejében Magyar-Országban vóltanak. Avagy A' Római Széken, avagy élő embertől nem említhető régiek egyenlő értelméből, avagy szava hitt Históricusoknak írásiból Szentek közé számláltattak. Most pedig az idvözült Szentekhez illendő tiszteletnek buzgóbb gerjesztésére a' világ eleiben tétetnek” című Nagyszombatban 1685-ben megjelent legendája, amely így írta le Erzsébet életét:

„Erzsébet, ki olyan nevet visel, melyen több magyar szentet is tisztelünk, V. István magyar király és Kun Erzsébet leánya volt. Kisgyermek korától kezdve Isten félelmére és szeretetére tanították. Négy éves korában belépett a domonkos apácák kolostorába, melyet Buda közelében, a Nyulak szigetén atyai nagyapja épített, s teljesen Isten tiszteletének és a mennyei dolgok szemlélésének szentelte magát. Nagynénjének, Szent Margitnak példáját követve élt mindaddig, míg a pápa akaratából el nem hagyta Magyarországot. Milánóban a Szent Péter-kolostorban élt, melyet nővére, Mária, a szicíliai Károly király hitvese alapított, és látott el gazdag adományokkal. Új otthonában Istentől kapott megvilágosítások közepette minden erény birtokosaként élt, de leginkább az alázatosságra törekvésben tűnt ki. Örömét lelte olyan házi munkákban, melyek a legkisebb szolgálóleány feladatai voltak: hamuzta a tűzhelyeket, takarította a cellákat, tüzet rakott. Minél inkább megalázta magát, annál kedvesebb volt mennyei Jegyese előtt. Földi korona helyett mennyei koronára lett méltó, és hogy övé legyen, 1285. március 6-án lelke fölszállt az égbe. Halála után szentségének híre mindenütt elterjedt.”